# الغرور يموت بصعوبة
الغرور يموت بصعوبة هي رواية للكاتبة البريطانية روث رندل، نشرتها شركة جون لونغ المحدودة في المملكة المتحدة عام 1965، وفي عام 1966 تحت عنوان في المرض والصحة من قبل دوبليداي في الولايات المتحدة. وفي مقابلة لاحقة، قالت الكاتبة إن الرواية كانت في أسفل قائمة "أسوأ كتبي". في عام 1995 حُولت الرواية لمسلسل تلفزيوني ألغاز روث ريندل.

## الملخص
قالت روث ريندل إن رواياتها غير المتسلسلة تهدف إلى أن تكون "قصص تشويق نفسي". في هذه الحالة، تزوجت أليس ويتاكر الغنية من المعلم الأصغر سنًا أندرو فيلدنج في سن 37 عامًا ورتبت له الحصول على وظيفة في شركة العائلة. عندما تذهب لزيارة صديقتها الأكثر روعة نيستا دراج في البلدة القريبة التي انتقلت إليها، تكتشف أليس أنها أُعطيت عنوانًا مزيفًا. على الرغم من أن ساعي البريد المحلي لديه عنوان إعادة توجيه، إلا أن كل ما يمكن أن تتعلمه أليس في منطقة بادينغتون المتداعية التي تزورها هو أن "السيد دراج" يأتي لاستلام بريد نيستا، لكن نيستا لم تعيش هناك أبدًا.
أليس يعوقها المرض في بحثها. ويذكر شقيقها هوغو أن نيستا قد مرت عليها ذات مرة وبدأت أليس تشك في أن والدها يدفع أموالا صامتة إلى نيستا وأنها في نفس الوقت تتعرض للتسمم. لا يزال زوجها أندرو محبًا ولكنه أصبح بعيدًا ومشغولا. مع تفاقم مرضها وتزايد خوف أليس، يتحول هاري بلوندن، الطبيب الذي أحبها دائمًا ، إلى التحفظ والانسحاب.
في النهاية . تظهر أن أعراض أليس هي فقط أعراض الحمل. وأن نيستا كانت تعاني من مرض تنكسي جعلها الغرور تحاول الاختباء من أولئك الذين يعرفونها. في النهاية، أقنعها هاري بالذهاب إلى عيادة سرا حتى شفيت.